# Arcadia (Wisconsin)
Arcadia és una població dels Estats Units a l'estat de Wisconsin. Segons el cens del 2000 tenia 2.400 habitants.

## Demografia
Segons el cens del 2000, Arcadia tenia 2.402 habitants, 1.038 habitatges, i 594 famílies. La densitat de població era de 350 habitants per km².
Dels 1.038 habitatges en un 27,6% hi vivien nens de menys de 18 anys, en un 41,8% hi vivien parelles casades, en un 9,2% dones solteres, i en un 42,7% no eren unitats familiars. En el 35,9% dels habitatges hi vivien persones soles el 14,9% de les quals corresponia a persones de 65 anys o més que vivien soles. El nombre mitjà de persones vivint en cada habitatge era de 2,23 i el nombre mitjà de persones que vivien en cada família era de 2,9.
Per edats la població es repartia de la següent manera: un 23,2% tenia menys de 18 anys, un 8,1% entre 18 i 24, un 30,9% entre 25 i 44, un 19,7% de 45 a 60 i un 18,1% 65 anys o més.
L'edat mediana era de 37 anys. Per cada 100 dones de 18 o més anys hi havia 89,2 homes.
La renda mediana per habitatge era de 31.571 $ i la renda mediana per família de 44.063 $. Els homes tenien una renda mediana de 29.133 $ mentre que les dones 23.255 $. La renda per capita de la població era de 17.157 $. Aproximadament el 6% de les famílies i el 9,1% de la població estaven per davall del llindar de pobresa.

## Poblacions més properes
El següent diagrama mostra les poblacions més properes.